# Boulevard Chancel
Le boulevard Chancel est une voie marseillaise située dans le 8e arrondissement de Marseille. 

## Situation et accès
Elle va de l'avenue de Montredon au boulevard de Nice.